# 1179 dans les croisades
Cette page regroupe les évènements concernant les Croisades qui sont survenus en 1179 :
- 22 avril : mort d'Onfroy II, seigneur de Toron[1].
- 10 juin : Baudouin IV de Jérusalem est battu par Saladin à Marj Ayoun[2].
- 9 octobre : mort d'Eudes de Saint-Amand, grand maître de l'Ordre du Temple[3].